# تل عار غربية
تل عار غربية قرية سوريّة تتبع إداريّاً لمحافظة حلب منطقة أعزاز ناحية أخترين، بلغ تعداد سكانها 988 نسمة حسب التعداد السكاني لعام 2004.